# Zhou Weiqi
Zhou Weiqi, chiń. 周唯奇 (ur. 1 października 1986 w Changzhou) – chiński szachista, arcymistrz od 2008 roku.

## Kariera szachowa
W 2000 zdobył w Oropesa del Mar brązowy medal mistrzostw świata juniorów do 14 lat. Dwukrotnie (2000, 2002) reprezentował Chiny na olimpiadzie juniorów do 16 lat, w 2002  zdobywając dwa medale (złoty wspólnie z drużyną oraz srebrny za indywidualny wynik na III szachownicy). W 2007 na turniejach w Moskwie (turniej Aerofłot Open-A2), Manili (turniej PGMA Cup, dz. I m. wspólnie z Li Chao i Ni Hua) i Chongqing (finał indywidualnych mistrzostw Chin) wypełnił trzy arcymistrzowskie normy. W 2008 podzielił I m. w kolejnym turnieju Aerofłot Open-A2 w Moskwie (wspólnie z Maratem Askarowem) oraz w Subic Bay Freeport (wspólnie z m.in. Li Chao, Julio Sadorrą, Buenaventurą Villamayorem i Lê Quang Liêmem). W 2009 podzielił I m. (wspólnie z Andriejem Diewiatkinem, Siergiejem Wołkowem, Hrantem Melkumjanem i Andriejem Ryczagowem) w memoriale Michaiła Czigorina w Petersburgu oraz odniósł największy sukces w dotychczasowej karierze, zdobywając w Subic Bay Freeport srebrny medal mistrzostw Azji i kwalifikując się do Pucharu Świata 2009. W turnieju tym pokonał w I rundzie Emila Sutowskiego, ale w II przegrał z Gatą Kamskim i odpadł z dalszej rywalizacji. W 2015 zwyciężył w turnieju Doeberl Cup Premier w Canberze.
Najwyższy ranking w dotychczasowej karierze osiągnął 1 lipca 2015, z wynikiem 2646 punktów.